# Loxostege brunneitincta
Loxostege brunneitincta là một loài bướm đêm trong họ Crambidae.